# Центральнокитайський фронт
Центральнокита́йський фро́нт (яп. 【中支那方面軍】) — вище оперативно-стратегічне об'єднання збройних сил Японської імперії, фронт Імперської армії Японії. Сформований 7 листопада 1937 року для участі в японсько-китайській війні. Штаб командування фронту розташовувався в м. Шанхай, Китай. Підпорядковувався Генеральному штабу Збройних сил Японії. Керував діями японських військ у Центральному Китаї. Припинив існування 14 лютого 1938 року після здобуття Нанкіну. На базі фронту було сформовано Центральнокитайську експедиційну армію. Брав участь у японсько-китайській війні (1937–1945).

## Дані
- Сформований: 1 липня 1942 року
- Кодова назва: — * Підпорядкування: Квантунська армія
- Район бойових дій: Північна Маньчжурія, маньчжурсько-радянське пограниччя.
- Штаб: Мукден, Маньчжурська держава.
- Місце останньої дислокації штабу: Дуньхуа, Маньчжурська держава
- Припинив існування: 15 серпня 1942 року після капітуляції Японії в Другій світовій війні.

## Бойові дії
- Радянсько-японська війна (1945) як складова Другої світової війни.

## Командування
Командири фронту:
1. генерал-лейтенант Ямашіта Томоюкі (1 липня 1942 — 26 вересня 1944)[1];

Голова штабу фронту: